# کومور در المپیک
کومور اولین بار در بازی‌های المپیک در سال ۱۹۹۶ شرکت کرد و از آن زمان به بعد در همهٔ بازی‌های المپیک تابستانی ورزشکارانی را به رقابت‌ها اعزام کرده است. این کشور هرگز در بازی‌های المپیک زمستانی شرکت نکرده است.
تا سال ۲۰۲۴، هیچ ورزشکاری از کومور موفق به کسب مدال المپیک نشده است.
کمیتهٔ ملی المپیک کومور در سال ۱۹۷۹ تأسیس و در سال ۱۹۹۳ توسط کمیتهٔ بین‌المللی المپیک به رسمیت شناخته شد.

## جداول مدال‌ها

### مدال‌ها بر اساس بازی‌های تابستانی
| بازی‌ها | ورزشکاران    | طلا | نقره | برنز | مجموع | رتبه |
| ۱۹۹۶   | ۴            | ۰   | ۰    | ۰    | ۰     | –    |
| ۲۰۰۰   | ۲            | ۰   | ۰    | ۰    | ۰     | –    |
| ۲۰۰۴   | ۳            | ۰   | ۰    | ۰    | ۰     | –    |
| ۲۰۰۸   | ۳            | ۰   | ۰    | ۰    | ۰     | –    |
| ۲۰۱۲   | ۳            | ۰   | ۰    | ۰    | ۰     | –    |
| ۲۰۱۶   | ۴            | ۰   | ۰    | ۰    | ۰     | –    |
| ۲۰۲۰   | ۳            | ۰   | ۰    | ۰    | ۰     | –    |
| ۲۰۲۴   | ۴            | ۰   | ۰    | ۰    | ۰     | –    |
| ۲۰۲۸   | رویداد آینده |     |      |      |       |      |
| ۲۰۳۲   | رویداد آینده |     |      |      |       |      |
| مجموع  | مجموع        | ۰   | ۰    | ۰    | ۰     | –    |